# Tramore
Tramore (Trá Mhór en irlandais) est une ville du comté de Waterford en république d'Irlande.
Tramore était un petit village de pêcheurs, situé sur la côte sud-est de l’île, jusqu’à l’arrivée de la voie ferrée en 1853. Depuis, la ville n’a cessé de s’agrandir ; elle fut d’abord une destination touristique, puis s’est vue incluse dans la banlieue de Waterford, qui se trouve à 13 km au nord. L’aéroport de Waterford n’est qu’à 6 km de Tramore.
La ville de Tramore compte 8 305 habitants.

Blason de Tramore.

## Jumelage
- Cadaujac (France) depuis 2010